# جيرمين ميشيل
جيرمين ميشيل (بالفرنسية: Germaine Michel)‏ هي ممثلة فرنسية، ولدت في 7 نوفمبر 1892 في فرنسا، وتوفيت بنفس المكان في 9 يناير 1976.

## وصلات خارجية
- جيرمين ميشيل على موقع IMDb (الإنجليزية)
- جيرمين ميشيل على موقع ألو سيني (الفرنسية)
- جيرمين ميشيل على موقع أول موفي (الإنجليزية)
- جيرمين ميشيل على موقع قاعدة بيانات الأفلام السويدية (السويدية)
- جيرمين ميشيل على موقع قاعدة بيانات الفيلم (الإنجليزية)
- جيرمين ميشيل على موقع كينوبويسك (الروسية)